# Nicolas Philippe Guye
Pour les articles homonymes, voir Guye.
Nicolas Philippe Guye, né le 1er mai 1773 à Lons-le-Saunier (Jura) et mort le 15 juillet 1845 à Saint-Dié, est un général français de la Révolution et de l'Empire.

## Biographie
Nicolas Philippe est le septième des dix-huit enfants de Jean-Pierre Guye, aubergiste et de Marie-Jeanne Daloz.
Soldat le 8 mai 1792, dans le 23e régiment d'infanterie (ci-devant Aquitaine), il fait sa première campagne à l’armée des Alpes.
Nommé lieutenant au 2e bataillon des côtes maritimes en 1793, il rejoint à la même époque l'armée des Pyrénées orientales, où il est fait le 18 nivôse an II, capitaine adjudant-major dans le 7e bataillon de volontaires de l'Aude, devenu 9e demi-brigade provisoire lors du premier amalgame puis 4e demi-brigade lors du deuxième amalgame réalisées pour fondre les troupes issues de l'Ancien Régime et volontaires révolutionnaires.
En l'an IV, il passe à l'armée d'Italie, puis à l'armée d'Angleterre en l'an VI, et est blessé à la jambe gauche en l'an VII, lors d'une tentative de descente des Anglais aux Îles Saint-Marcouf. Envoyé en l'an VIII à l'armée de Batavie, il sert en l'an IX à l'armée du Rhin, est nommé chef de bataillon au 4e régiment d'infanterie légère le 20 brumaire an XII, et reçoit la décoration de membre de la Légion d'honneur au camp de Saint-Omer le 25 prairial de la même année.
Il est à la bataille d'Austerlitz avec le 8e corps de la Grande Armée, il passe le 26 août 1806, au service du roi Joseph Bonaparte, à Naples, comme major de la légion Corse, y est créé adjudant du palais la même année, et successivement investi en 1807, du grade de colonel, des charges de maréchal-des-logis de la maison et d'aide-de-camp du roi. Chevalier commandeur de l'ordre des Deux-Siciles le 8 mai 1808, colonel du 1er régiment de ligne espagnol en mars 1809, maréchal de camp le 12 janvier 1810, il obtient, à cette époque, le gouvernement de la province de Séville avec mission d'organiser les troupes espagnoles.
Réadmis au service de France avec le grade de général de brigade le 8 janvier 1814, il rejoint le 20 du même mois, la division de la jeune Garde organisée à Châlons, passe le 13 février, à la division de la même arme rassemblée à Meaux, et achève, avec elle, la campagne de France, où il a la jambe gauche fracturée d'un coup de feu lors du combat de Villeparisis le 28 mars.
Dépourvu d'activité de service au mois de mai et fait chevalier de Saint-Louis le 19 juillet, il se trouve à Lons-le-Saunier à la nouvelle du débarquement de Napoléon Ier. C'est à lui que le maréchal Ney remet sa proclamation, avec ordre de la porter à l'Empereur, qu'il rejoint à Autun et qui lui confie le commandement d'une brigade du corps d'armée du maréchal pour marcher sur Paris. Employé dans la division de la jeune Garde à l'armée du Nord par ordre du 2 avril 1815, il en prend le commandement à Waterloo, après la mort du général Duhesme et la blessure du général Barrois, et défend le village de Plancenoit jusqu'à la nuit. Cet épisode décisif de la bataille de Waterloo est connu comme les combats de Plancenoit. S'étant alors rallié à d'autres troupes, il effectue sa retraite avec l'extrême arrière-garde.

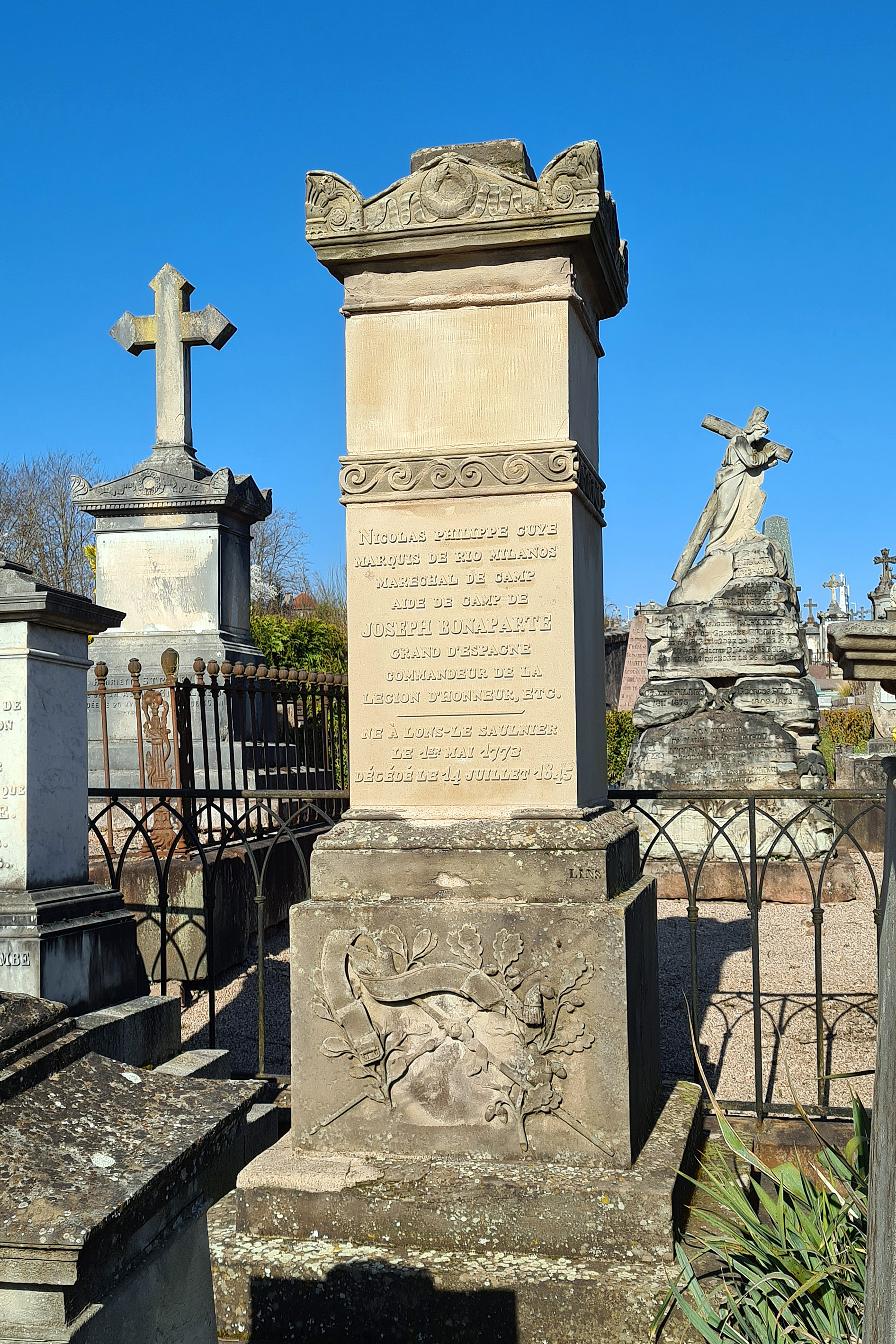
Tombe au cimetière rive droite de Saint-Dié-des-Vosges.

Il se marie en 1816 avec Louise-Marguerite-Madeleine Colombet ; ils ont deux filles : "Ermine" née en 1816 et "Clélie" en 1818.
Après le licenciement de l'armée, il prend sa retraite le 26 janvier 1825. Il est un ami dévoué de la famille vosgienne de son épouse. À l'initiative de cette dernière, il s'installe, avec sa jeune épouse, dans une maison rue de l'Evêché en façade à l'angle de la rue Rochotte (aujourd'hui rue Saint-Charles) à Saint-Dié. Il est élu, à sa grande surprise, maire de la commune de Saint-Dié le 29 septembre 1829, et le reste pendant les principaux événements de 1830, en laissant une œuvre sociale et éducative remarquée, malgré son passage éphémère aux affaires municipales. Conscient de sa popularité, le gouvernement en le démettant de sa fonction d'édile songe à l'éloigner des Vosges de façon provisoire, en le nommant à un poste officiel.
Le 2 octobre 1830, il prend le commandement de l'École militaire de La Flèche, puis en 1831, celui du département de la Sarthe, avant d'être nommé commandeur de la Légion d'honneur le 1er mai de cette dernière année. Au terme de ses fonctions militaires et civiles, il rentre vivre à Saint-Dié. 
Le général Guye est mort le 15 juillet 1845 à Saint-Dié. Il est enterré au cimetière rive droite de Saint-Dié-des-Vosges.
La tombe du général Guye a été restaurée par la ville de Saint-Dié-des-Vosges en avril 2018.